# 乌德贝里森林学校
乌德贝里森林学校是一所坐落于美国弗吉尼亚州麦迪逊镇乌德贝里森林市的私立全日制寄宿男校。目前该校的就读学生为391人。学生来自美国34个州、华盛顿特区以及36个国家。截至2023年6月30日，该校的捐赠基金和管理基金为四亿三千二百万美金。2023年至2024年的综合学费为65,350美金；41%的就读学生享有助学资助。

## 历史
该学校由罗伯特·斯特林费罗·沃克上尉于 1889 年创立，他曾是美国内战期间弗吉尼亚骑兵第 43 营（莫斯比游骑兵队）的成员。 学校位于佛吉尼亚州麦迪逊镇，占地约为1,200英亩（4.9平方千米）。 校园以拉皮丹河的一侧为界。它最初是詹姆斯·麦迪逊总统的兄弟威廉·麦迪逊的庄园。校长官邸被称为The Residence ，是由詹姆斯·麦迪逊设计所建。于 1979 年被列入国家历史名胜名录。 该房产最终由沃克家族继承。由于周边地区缺乏足够的教育资源，沃克聘请了一名家庭教师来教他的六个儿子和其他当地儿童，因此成立了这所学校。如今，该校以其历史悠久的杰斐逊砖砌建筑和最先进的科学和艺术设施而闻名。
J.卡特·沃克 (J. Carter Walker) 同时作为沃克上尉的儿子和该校校友，1897年毕业于弗吉尼亚大学。根据伊丽莎白·科普兰·诺弗利特在《信仰的冒险》中的说法，他本将继续就读法学院，但由于其父亲的要求，他不得不中断学业，成为该校的一名“领头教师”。卡特·沃克后来向他的兄弟解释了他的决定：“我一直都是按着父母的教导去做的。”

## 课外活动

### 体育竞技

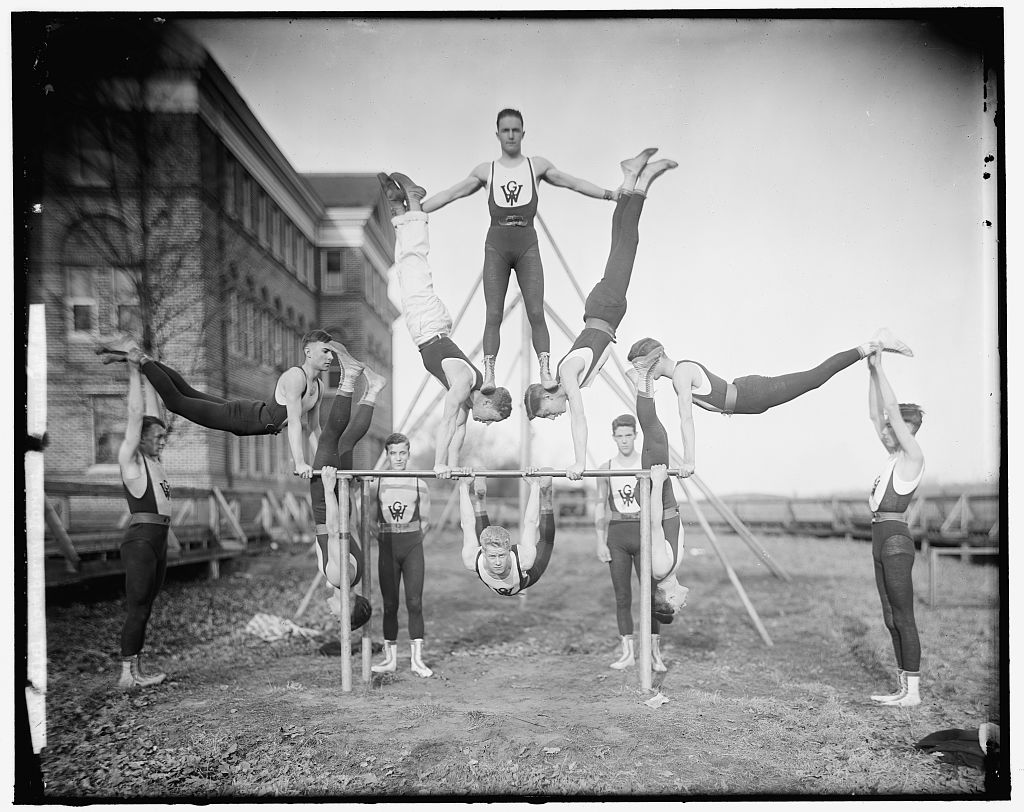
乌德贝里森林体操队。 摄于约1905 年，美国国会图书馆

乌德贝里，绰号“老虎”，参加弗吉尼亚预科联盟的各种运动项目，包括篮球、足球、棒球、高尔夫、游泳、长曲棍球、摔跤、越野、网球、田径和橄榄球。 
每年在乌德贝里森林中学和位于佛吉尼亚州亚历山德里亚市的主教高中之间都会举办美国南部地区的高中橄榄球比赛。该比赛最早可追溯至1901年，两所学校举行了超过100场比赛。“比赛”正如其名吸引了众多校友，被认定为两所学校之间的校庆比赛。乌德贝里赢得了2000年举行的第100场比赛，该场比赛吸引了近15,000名观众。在每场比赛之前，乌德贝里都会举行一个高达四层楼的篝火表演，学生排队将火把扔进由木头搭成的篝火塔中。这个篝火表扬和比赛一样吸引了众多乌德贝里的球迷前来参加。
老虎队每年都会派出众多运动员参加各个级别的大学体育比赛，其中包括多名 NCAA 一级分区的招募生。

### 荣誉制度和学生会
在乌德贝里森林中学就读的一大特色就是由学生会管理的荣誉制度。学生会由大约18名高年级学生组成，主要负责裁决任何有关“撒谎、作弊或盗窃”行为的学生案件，并向校长提出建议。学生会有权利对犯错学生提出荣誉警告、荣誉缓刑或荣誉开除的建议。任何严重违反荣誉守则的学生都会被开除校门。学生会的确立是通过一个由学生、教职员工和管理人员组成的团队和程序进行的。在每年的上学期（春季），学生之间会进行选举，每个学生会拿到一份即将升入高年级的学生名单，并按要求选出他们认为最适合担任该职位的18名学生。教职员工也会进行类似的程序。然后，管理人员会按照初选的结果对每个候选人进行面试。最后，由校长点名选出最终的学生会团员，并在该学年结束前向学生进行公布。
除了维持荣誉制度外，学生会还通过迎新会活动来引导新生。学生会的职责与宿舍助理的角色类似，负责组织宿舍活动并向学生通报新闻和活动。学生会会从其成员中选举一名高级学生干部；其角色类似于学生会主席，在每个学年的开学典礼和春季毕业典礼上致辞。